# Conflans-en-Jarnisy
Conflans-en-Jarnisy là một xã của tỉnh Meurthe-et-Moselle, thuộc vùng Grand Est, đông bắc nước Pháp. Xã này nằm ở khu vực có độ cao trung bình 191 mét trên mực nước biển.